# Mary Lavater-Sloman
Mary Lavater-Sloman (* 14. Dezember 1891 in Hamburg; † 5. Dezember 1980 in Zürich) war eine Schweizer Schriftstellerin.

## Leben
Mary Lavater-Sloman war die Tochter von Friedrich Leopold Robert Loesener-Sloman und Mary, geb. Albers aus Hamburg und besuchte dort von 1898 bis 1907 ein privates Mädchen-Lyzeum. Mit 18 Jahren siedelte sie zusammen mit ihrer Familie nach Sankt Petersburg um, wo sie den Schweizer Ingenieur Emil Lavater kennenlernte. Nach der Verlobung 1912 heirateten die beiden Anfang November 1912 noch im gleichen Jahr in der Schweiz. 1913 kam ihre erste Tochter Warja zur Welt, und Mary Lavater-Sloman hielt sich erstmals kurzzeitig an ihrem späteren Wohnort Winterthur auf. 1914 zog das Paar nach Moskau, wo 1916 ihr Sohn Caspar geboren wurde. Von 1919 bis 1920 lebte das Paar nach einer abenteuerlichen Flucht für ein Jahr in Winterthur, wo mit Rudolph ihr drittes Kind zur Welt kam. Danach lebte das Paar von 1920 bis 1922 in Athen.
1922 liess sie sich mit ihrer inzwischen vier Kinder umfassenden Familie endgültig an der Trollstrasse 37 in Winterthur nieder; ihr Mann war inzwischen Direktor der Maschinenfabrik Sulzer geworden. 1926 gebar sie ihre jüngste Tochter Cleophea. Nach einer Beschäftigung suchend, begann Mary Lavater-Sloman in Winterthur mit dem Schreiben. Ihr erstes Werk war ein nie veröffentlichtes Geschichtsbuch für ihre Kinder. Danach schrieb sie weitere Bücher, bevor sie 1935 mit Der Schweizerkönig, der das Leben des Basler Bürgermeisters Johann Rudolf Wettstein zum Thema hatte, ihren ersten historischen Roman schrieb. Mit ihrem ein Jahr später erscheinenden Roman über Henri Meister konnte sie ihren ersten grösseren Erfolg feiern und schrieb nun alle ein bis zwei Jahre einen neuen Roman.
Nach der Pensionierung ihres Ehemanns 1943 zogen die beiden nach über zwanzig Jahren in Winterthur nach Ascona. 1964 starb ihr Mann nach langer schwerer Krankheit im Tessin. Sieben Jahre nach dem Tod ihres Mannes zog sie 1972 nach Zürich. 1976 erschien mit Gefährte der Königin ihr letzter Roman. Mary Lavater-Sloman verstarb am 5. Dezember 1980, ihr Grab befindet sich auf dem Friedhof Fluntern in Zürich.
Mary Lavater-Sloman ist berühmt geworden durch Darstellungen bedeutender Figuren Europas. Ihre Biografien sind gekennzeichnet durch Liebe zum Detail und umfangreiches Quellenstudium.

## Werke
- Der Schweizerkönig (Johann Rudolf Wettstein, Bürgermeister von Basel). Historischer Roman aus der Zeit des Westfälischen Friedens. Rascher, Zürich 1935, Neuauflage: Römerhof Verlag, Zürich 2011, ISBN 978-3-905894-08-0.
- Die Befreiung. Eine Novelle. Mit 5 (davon 1 doppelseitig) Illustrationen von Warja Honegger-Lavater.  Artemis-Verlag, Zürich 1951.
- Lucrezia Borgia und ihr Schatten. Eine Chronik. Artemis-Verlag, Zürich und Stuttgart 1952. Rowohlt, Reinbek bei Hamburg 1962; Neuauflage: Römerhof Verlag, Zürich 2009, ISBN 978-3-905894-00-4.
- Genie des Herzens. Die Lebensgeschichte von Johann Kaspar Lavater. Artemis-Verlag, Zürich 1955.
- Henri Meister. Lebenskünstler der galanten Zeit. Artemis-Verlag, Zürich 1958.
- Der strahlende Schatten. Goethes Eckermann. Artemis-Verlag, Zürich 1959.
- Die grosse Flut. Roman aus der Stadt Hamburg. Artemis-Verlag, Zürich 1961.
- Wer sich der Liebe vertraut. Drei Abschnitte aus Goethes Leben. Artemis-Verlag, Zürich 1962.
- Der Gerichtstag. Das 8. Heft des Jacobs Krafft, Sekretär Ihrer Hoheit Lukrezia Borgia. Artemis-Verlag, Zürich 1962.
- Wer singt, darf in den Himmel gehn. Roman. Artemis-Verlag, Zürich 1962.
- Jeanne d’Arc. Lilie von Frankreich. Artemis-Verlag, Zürich 1963. Neuauflage: Jeanne d’Arc. Die Heilige in Waffen. Römerhof Verlag, Zürich 2011, ISBN 978-3-905894-08-0.
- Katharina und die russische Seele. Die Lebensgeschichte Katharinas II. von Rußland. Artemis-Verlag, Zürich 1963.
- Ein Schicksal. Das Leben der Königin Christine von Schweden. Artemis Verlag Zürich, 1966
- Triumph der Demut. Das Leben der heiligen Elisabeth. Artemis-Verlag, Zürich 1968.
- Der vergessene Prinz. August Wilhelm, Prinz von Preußen, Bruder Friedrichs des Großen. Artemis-Verlag, Zürich 1973, ISBN 3-7608-0341-5.
- Madame und die Jahrtausende. Artemis-Verlag, Zürich 1975.
- Das Gold von Troja. Leben und Glück des Heinrich Schliemann. Artemis-Verlag, Zürich 1976, ISBN 3-7608-0120-X.
- Der Gefährte der Königin. Elisabeth I., Edward, Earl of Oxford und das Geheimnis um Shakespeare. Artemis-Verlag, München 1977, ISBN 3-7608-0441-1.
- Richard Löwenherz. König, Kreuzfahrer, Rebell. Lübbe, Bergisch Gladbach 1977, ISBN 3-404-00589-9.
- Pestalozzi. Die Geschichte seines Lebens. Artemis-Verlag, Zürich 1977, ISBN 3-7608-0129-3. Neuauflage: Römerhof Verlag, Zürich 2013, ISBN 978-3-905894-22-6.
- Elisabeth I. Herrin der Meere. Bastei Lübbe, Bergisch Gladbach 1988, ISBN 3-404-61039-3.
- Annette Droste-Hülshoff. Einsamkeit und Leidenschaft. Heyne, München 1993, ISBN 3-453-55078-1.

## Auszeichnungen
- 1944: Preis der Schillerstiftung
- 1958: Bodensee-Literaturpreis der Stadt Überlingen
- 1961: Kulturpreis der Stadt Winterthur
- 1976: Medaille für Kunst und Wissenschaft der Freien und Hansestadt Hamburg